# Остров Брюса
О́стров Брю́са — западный остров архипелага Земля Франца-Иосифа. Площадь острова 191 км², наивысшая точка — 301 метр. Административно относится к Приморскому району Архангельской области России.

## Расположение
Остров Брюса расположен в западной части Земли Франца-Иосифа. За исключением небольшой области западной береговой линии остров полностью покрыт льдом. К юго-востоку от острова Брюса, отделённый проливом Майерса, лежит остров Нортбрук, к северу — Земля Георга — крупнейший остров архипелага, отделённый от острова Брюса проливом Найтингейл.

## Описание
Крайняя западная точка острова — мыс Сторожева, крайняя южная — мыс Ерминии Жданко. На юго-востоке в море сильно выдаётся мыс Пинегина.
Назван в честь Генри Брюса (1815—1895) — президента Королевского географического общества с 1881 года.
Остров упоминается в книге контр-адмирала Николая Зубова, участника экспедиции на судне «Николай Книпович», стоявшем на якоре у острова в 1930 году:105.

### Близлежащие малые острова
- Остров Мейбел — расположен в 4 километрах к юго-западу от острова Брюса. Отделён от острова Брюса проливом Бейтса.
- Остров Белл — маленький, свободный ото льдов остров, расположенный к юго-западу от острова Мейбел, отделённый от него узким, местами до 500 метров, проливом Эйра.
- Остров Уиндворд — маленький остров к юго-востоку от острова Брюса.
- Остров Тома — небольшой остров в 1,5 километрах к востоку от острова Брюса.